# Die Schuld des Dr. Homma
Die Schuld des Dr. Homma är en tysk kriminalfilm från 1951 i regi av Paul Verhoeven.

## Rollista i urval
- Werner Hinz - Dr Magnus Homma
- Liane Croon - Beate Homma
- Viktoria von Ballasko - Karen Homma
- Lutz Moik - Gerhard Homma
- Ilse Steppat - Dr Ilse Kersten
- Albrecht Schoenhals - justitieråd Kersten
- Herbert Hübner - chefsåklagare Krell
- Hilde Hildebrand - fru Burde
- Franz Schafheitlin - tingsrättsdomare von Herkenrath
- Karl Hellmer - vaktmästare Schulz
- Paul Verhoeven - anstaltspräst
- Katharina Brauren - Berta